# Clusiosoma subpullatum
Clusiosoma subpullatum es una especie de insecto del género Clusiosoma de la familia Tephritidae del orden Diptera.

## Historia
Hardy la describió científicamente por primera vez en el año 1986.